# Pastorie van Kessel

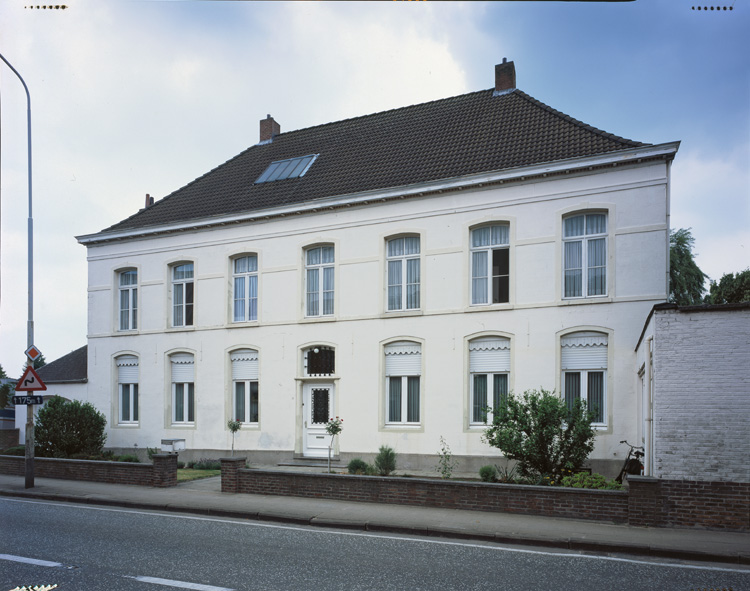
Pastorie van Kessel

De Pastorie van Kessel is de pastorie van de Sint-Lambertusparochie te Kessel, gelegen aan Kessel-Dorp 39.

## Geschiedenis
Oorspronkelijk stond hier het Heilige Geesthuis, en in 1618 werd dit de pastorie. In 1772 werd de pastorie herbouwd en in 1870-1872 nog met een verdieping verhoogd.
Het is een dubbelhuis van zeven traveeën en een schilddak.